# Biratnagar
Biratnagar (en népalais : बिराटनगर) est une ville népalaise du district de Morang dont elle est le chef-lieu. Au recensement de 2011, sa population était de 201 125 habitants.

## Géographie
Biratnagar est situé dans le sud-est du Népal, à quelques kilomètres de la frontière et de la ville indienne de Jogbani, dans la plaine du Téraï au pied de l'Himalaya.

## Économie
La ville est dotée d'un aéroport la reliant notamment à Katmandou. Bien que, comme pour l'essentiel du pays, l'agriculture y soit prédominante, la région est une des plus industrialisées du Népal.

## Tourisme
La ville est située à quelques dizaines de kilomètres au sud-est de la Réserve naturelle de Koshi Tappu (mai).

## Personnalités
- Bishweshwar Prasad Koirala (1914-1982) : personnalité politique
- Girija Prasad Koirala (1925-2010) :  personnalité politique
- Man Mohan Adhikari (1920-1999) : personnalité politique
- Matrika Prasad Koirala (1912-1997) : personnalité politique
- Nagendra Prasad Rijal (1927-1994) :  personnalité politique
- Suman Pokhrel (1967-) :  poète, dramaturge, traducteur et artiste